# ريمون سابورو
ريمون سابورو (بالفرنسية: Raymond Sabouraud)‏ (و. 1864 – 1938 م) هو عالم نبات، ورسام، ونَحّات من فرنسا . ولد في نانت .
توفي في باريس ، عن عمر يناهز 74 عاماً.

## جوائز
حصل على جوائز منها:
- قائد وسام جوقة الشرف.